# Július 22.
Július 22. az év 203. (szökőévben 204.) napja a Gergely-naptár szerint. Az évből még 162 nap van hátra.
Névnapok: Magdolna + Léna, Lenke, Levendula, Lipót, Magda, Magdaléna, Magdó, Manda, Mária, Marica, Marléne, Médi, Platon, Verbéna, Veréna, Verita

## Események
- 1456 – Hunyadi János nándorfehérvári diadala a II. Mehmed szultán vezette török haderő felett (július 21. és 22.)
- 1805 – A Finisterre-foki tengeri csata Calder brit és Pierre Charles Silvestre de Villeneuve francia tengernagy flottái között, a harmadik koalíciós háború idején.
- 1866 – A porosz–osztrák háború utolsó csatája Lamacsnál (ma Pozsony városrésze).
- 1946 – A Menáhém Begín által vezetett Irgun terrorszervezet Jeruzsálemben felrobbantja a Dávid Király Szállodát. 91 brit tisztviselő és katona veszíti életét.
- 1972 – A szovjet Venyera–8 szonda eléri a Vénusz felszínét és mérési adatokat közvetít.
- 2007 – Törökországban a voksok 47%-ával és a mandátumok abszolút többségével győz a kormányzó Igazság és Fejlődés Pártja.
- 2011 – Anders Behring Breivik kétlépéses terrortámadást követ el Norvégia ellen. Első lépésként autóba rejtett pokolgépet robbant Oslo kormányzati negyedében, ezután Utøya szigetén a Munkáspárt ifjúsági táborában lelő 69 embert.
- 2015 – a Szojuz TMA–17M orosz űrhajó kilövése.

## Sportesemények
Formula–1
- 1984 –  brit nagydíj, Brands Hatch - Győztes:  Niki Lauda (McLaren TAG Porsche Turbo)
- 2007 –  európai nagydíj, Nürburgring - Győztes:  Fernando Alonso (McLaren Mercedes)
- 2012 –  német nagydíj, Hockenheimring - Győztes:  Fernando Alonso (Ferrari)
- 2018 –  német nagydíj, Hockenheimring - Győztes:  Lewis Hamilton  (Mercedes)

## Születések
- 1478 – I. Fülöp kasztíliai király († 1506)
- 1559 – Brindisi Szent Lőrinc olasz kapucinus szerzetes, pap, egyháztanító teológus, a tridenti zsinat utáni katolikus megújulás jelentős alakja († 1619)
- 1755 – Gaspard de Prony francia mérnök, fizikus, matematikus, a Prony-fék feltalálója († 1839)
- 1878 – Janusz Korczak lengyel orvos, gyógypedagógus, a pszichopedagógia ismert művelője († 1942)
- 1892 – Arthur Seyß-Inquart, osztrák politikus. A nürnbergi per egyik fővádlottja. († 1946)
- 1895 – Pavel Oszipovics Szuhoj szovjet mérnök, repülőgép-tervező († 1975)
- 1898
  - Alexander Calder amerikai szobrász, a kinetikus művészet képviselője († 1976)
  - Haller Frigyes, fotóművész († 1954)
- 1904 – Donald O. Hebb német származású kanadai neuropszichológus, a „neuropszichológia atyja” († 1985)
- 1909 – Dorino Serafini olasz autóversenyző († 2000)
- 1911
  - Emil Adres amerikai autóversenyző († 1999)
  - Muráti Lili magyar színésznő († 2003)
- 1925
  - Papp Ibolya magyar színésznő
  - Kilián József magyar építőmérnök, egyetemi oktató († 1976)
- 1931 – Guido de Marco máltai jogász, diplomata, köztársasági elnök († 2010)
- 1934 – Louise Fletcher Oscar-díjas amerikai színésznő († 2022)
- 1938 – Deák B. Ferenc magyar színész, festő († 2004)
- 1946
  - Markos György Karinthy-gyűrűs magyar humorista
  - Danny Glover amerikai színész
  - Mireille Mathieu francia sanzon-énekesnő
- 1948 – Otto Waalkes német humorista, színész, énekes és képregény-művész
- 1949
  - Alan Menken Oscar-díjas amerikai zeneszerző, több Disney-rajzfilm zenéje mellett színházi (musical) műveket is szerzett
  - Odze György magyar író, műfordító
- 1953 – Homoki Magdolna magyar színésznő († 1996)
- 1955
  - Sashalmi József magyar színész, rendező
  - Willem Dafoe amerikai színész
- 1962 – Steve Albini amerikai zenész és producer († 2024)
- 1963 – Emilio Butragueño spanyol labdarúgó
- 1964 – John Leguizamo kolumbiai származású amerikai színész, komikus, producer
- 1965 – Szabó Anikó magyar színésznő
- 1966 – Bánkövi Gyula magyar zeneszerző, zenei szerkesztő
- 1967 – Rhys Ifans walesi születésű brit színész
- 1970 – Szergej Zubov olimpiai bajnok és 2x-es Stanley Kupa győztes orosz jégkorongozó
- 1974 – Franka Potente német színésznő
- 1976
  - Ignácz Zoltán főhadnagy, pilóta († 2008)
  - Széles Zita Domján Edit-díjas magyar színésznő
- 1978 – Dennis Rommedahl dán labdarúgó
- 1979 – Budai Krisztián magyar jégkorongozó
- 1980 – Kate Ryan (sz. Katrien Verbeeck) belga énekesnő
- 1982 – Vérten Orsolya magyar kézilabdázó
- 1987 – Ilja Glebov észt jégtáncos
- 1991 – Matej Gaber szlovén kézilabdázó
- 1992 – Selena Gomez amerikai színész-énekesnő
- 1996 – Skyler Gisondo amerikai színész
- 1998 – Federico Valverde uruguayi labdarúgó
- 2013 – György brit királyi herceg

## Halálozások
- 1461 – VII. Károly francia király, „a Győzedelmes” (* 1403)
- 1540 – Szapolyai János erdélyi vajda, I. János magyar király (* 1487)
- 1676 – X. Kelemen pápa (* 1590)
- 1813 – George Shaw brit botanikus és zoológus (* 1751)
- 1832 – II. Napóleon (a „Sasfiók”), francia császár, római király, reichstadti herceg (* 1811)
- 1869 – Sasku Károly magyar ügyvéd és mérnök, honvédszázados, illemtaníró, politikus, polihisztor, a Magyar Tudományos Akadémia tisztviselője (főjavító) (* 1922)
- 1870 – Josef Strauss osztrák építész, zeneszerző, karmester, id. Johann Strauss fia (* 1827)
- 1897 – Jakab Elek történész, művelődéstörténész, levéltáros, jogász, akadémikus (* 1820)
- 1907 – Kerpely Antal kohómérnök, az MTA tagja (* 1837)
- 1953
  - Kornis Elemér magyar földbirtokos, országgyűlési képviselő (* 1890)
  - Szabó Iván magyar ügyvéd, bankigazgató, kormányfőtanácsos, felsőházi tag (* 1874)
- 1967 – Carl Sandburg amerikai költő, író (* 1878)
- 1967 – Kassák Lajos magyar író, költő, képzőművész, a magyar avantgárd vezéralakja (* 1887)
- 1979 – Kocsis Sándor magyar válogatott labdarúgó, az Aranycsapat kiemelkedő csatára (* 1929)
- 1982 – Verbőczy Antal magyar költő (* 1948)
- 1998 – Hermann Prey német operaénekes, bariton (* 1929)
- 2000 – Raymond Lemieux kanadai kémikus, biokémikus, az 1999. évi Kémiai Wolf-díj nyertese (* 1920)
- 2001 – Mészöly Miklós Kossuth-díjas magyar író, a  Demokratikus Charta egyik szóvivője (* 1921)
- 2004 – Sacha Distel francia sanzonénekes, dzsesszgitáros, színész (* 1933)
- 2007 – Kovács László magyar származású amerikai operatőr (* 1933)
- 2015 – Ács János Jászai Mari-díjas magyar színházi rendező, egyetemi tanár (* 1949)
- 2025 – Ozzy Osbourne Grammy-díjas angol énekes, a Black Sabbath frontembere (* 1948)

## Nemzeti ünnepek, emléknapok, világnapok
- A nándorfehérvári diadal emléknapja.[1]
- A Ludolf-féle szám nem hivatalos napja (Pi Approximation Day), mivel 22/7 = 3,14.[2]